# Salto en esquí en los Juegos Olímpicos de Pekín 2022
Las competiciones de saltos en esquí en los Juegos Olímpicos de Pekín 2022 se realizaron en el Centro Nacional de Salto en Esquí, ubicado en el distrito de Zhangjiakou, 190 km al noroeste de Pekín, del 5 al 14 de febrero de 2022.
En total se disputaron en este deporte cinco pruebas diferentes, tres masculinas, una femenina y una mixta.

## Calendario
- Hora local de Pekín (UTC+8).

| Fecha         | Hora  | Prueba                        |
| ------------- | ----- | ----------------------------- |
| 5 de febrero  | 18:45 | Trampolín normal F            |
| 6 de febrero  | 19:00 | Trampolín normal M            |
| 7 de febrero  | 19:45 | Trampolín normal equipo mixto |
| 12 de febrero | 19:00 | Trampolín largo M             |
| 14 de febrero | 19:00 | Tampolín largo por equipo M   |

## Medallistas

### Masculino
| Evento                                       | Oro                                                                       | Plata                                                                | Bronce                                                                                   |
| -------------------------------------------- | ------------------------------------------------------------------------- | -------------------------------------------------------------------- | ---------------------------------------------------------------------------------------- |
| Trampolín normal individual (6 de febrero)   | Ryoyu Kobayashi · Japón · 275,0 pts.                                      | Manuel Fettner · Austria · 270,8 pts.                                | Dawid Kubacki · Polonia · 265,9 pts.                                                     |
| Trampolín grande individual (12 de febrero)  | Marius Lindvik · Noruega · 296,1                                          | Ryoyu Kobayashi · Japón · 292,8                                      | Karl Geiger · Alemania · 281,3                                                           |
| Trampolín grande por equipos (14 de febrero) | Austria · Stefan Kraft · Daniel Huber · Jan Hörl · Manuel Fettner · 942,7 | Eslovenia · Lovro Kos · Cene Prevc · Timi Zajc · Peter Prevc · 934,4 | Alemania · Constantin Schmid · Stephan Leyhe · Markus Eisenbichler · Karl Geiger · 922,9 |

### Femenino
| Evento                                     | Oro                                   | Plata                                     | Bronce                                |
| ------------------------------------------ | ------------------------------------- | ----------------------------------------- | ------------------------------------- |
| Trampolín normal individual (5 de febrero) | Urša Bogataj · Eslovenia · 239,0 pts. | Katharina Althaus · Alemania · 236,8 pts. | Nika Križnar · Eslovenia · 232,0 pts. |

### Mixto
| Evento                                      | Oro                                                                             | Plata                                                                                  | Bronce                                                                                             |
| ------------------------------------------- | ------------------------------------------------------------------------------- | -------------------------------------------------------------------------------------- | -------------------------------------------------------------------------------------------------- |
| Trampolín grande por equipos (7 de febrero) | Eslovenia · Nika Križnar · Timi Zajc · Urša Bogataj · Peter Prevc · 1001,5 pts. | ROC · Irma Majiniya · Danil Sadreyev · Irina Avvakumova · Yevgueni Klimov · 890,3 pts. | Canadá · Alexandria Loutitt · Matthew Soukup · Abigail Strate · Mackenzie Boyd-Clowes · 844,6 pts. |

## Medallero
| Núm. | País      | Oro | Plata | Bronce | Total |
| ---- | --------- | --- | ----- | ------ | ----- |
| 1    | Eslovenia | 2   | 1     | 1      | 4     |
| 2    | Austria   | 1   | 1     | 0      | 2     |
| 2    | Japón     | 1   | 1     | 0      | 2     |
| 4    | Noruega   | 1   | 0     | 0      | 1     |
| 5    | Alemania  | 0   | 1     | 2      | 3     |
| 6    | ROC       | 0   | 1     | 0      | 1     |
| 7    | Canadá    | 0   | 0     | 1      | 1     |
| 7    | Polonia   | 0   | 0     | 1      | 1     |
|      | TOTAL     | 5   | 5     | 5      | 15    |